# Crespo

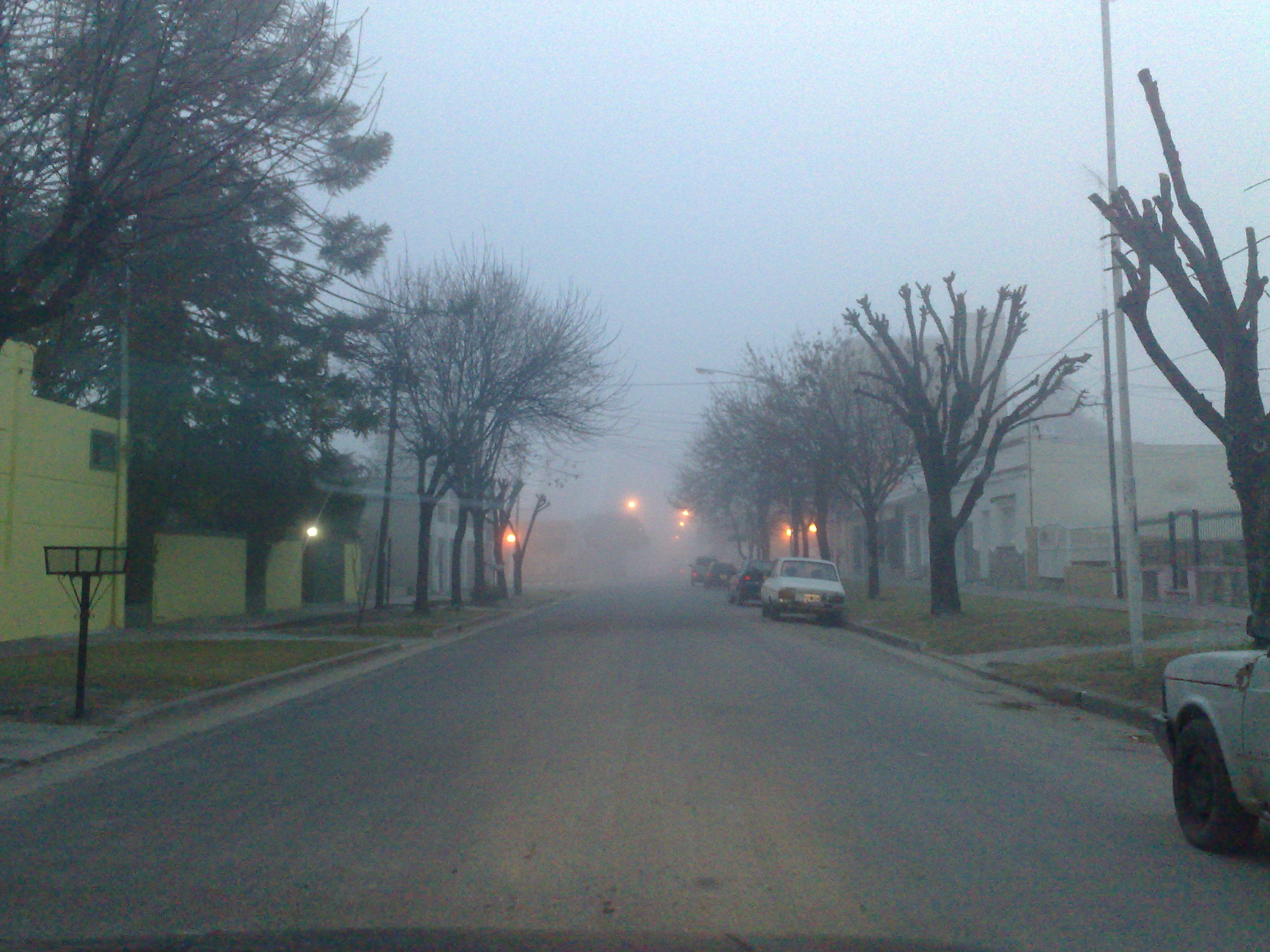
Gatubild.

Crespo är en mindre stad i regionen Entre Ríos i Argentina. Crespo ligger nära staden Rosario. 
Här föddes fotbollsspelaren Gabriel Heinze 19 mars 1978. 